# Премія НАН України імені М. О. Лаврентьєва
Премія НАН України імені М. О. Лаврентьєва — премія, встановлена НАН України за видатні наукові роботи в галузі математики. З 2022 року присуджується за видатні наукові роботи в галузі аналізу та прикладної математики.
Премію засновано постановою Президії НАН України від 20.06.1997 № 228 1997 року та названо на честь видатного українського математика Михайла Лаврентьєва.
Починаючи з 1999 року премію НАН України ім. М. О. Лаврентьєва присуджувалася по Відділенню математики НАН України кожні 3 роки. З 2022 року присуджується кожні 4 роки.
Станом на 2010 рік існувало 73 премії НАН України імені видатних учених України.

## Лауреати премії
1999 За цикл праць з теорії асимптотичних методів та одночастотних коливань в динамічних системах
- Митропольський Юрій Олексійович, академік НАН України

2001 За цикл робіт з розробки методів математичної фізики
- Ішлінському Олександру Юлійовичу, академіку НАН України і РАН, почесному директору Інституту проблем механіки РАН.
- Лаврентьєву Михайлу Михайловичу, академіку РАН, директору Інституту математики імені С. Л. Соболєва СВ РАН.
- Самойленку Анатолію Михайловичу, академіку НАН України, директору Інституту математики НАН України.

2003 За створення математичних моделей та теоретичні дослідження динамічних процесів в механічних системах (серія праць)
- Кошлякову Володимиру Миколайовичу, академіку НАН України, завідувачу відділу Інституту математики НАН України,
- Кіту Григорію Семеновичу, члену-кореспонденту НАН України, раднику при дирекції Інституту прикладних проблем механіки і математики імені Я. С. Підстригача НАН України.
- Тітову Володимиру Михайловичу, академіку Російської АН, директору Інституту гідродинаміки ім. М. О. Лаврентьєва Сибірського відділення РАН.

2005 За серію праць “Складні динамічні скінченновимірні та нескінченновимірні системи”
- Шарковський Олександр Миколайович, академіку НАН України, доктору фізико-математичних наук, професору, завідувачу відділу Інституту математики НАН України
- Шильников Леонід Павлович, професор Нижньогородського університету, керівник відділу диференціальних рівнянь НДІ прикладної математики й кібернетики при НДУ

2007 За цикл робіт «Асимптотичні та аналітичні методи дослідження некласичних задач математичної фізики»
- Марченку Володимиру Олександровичу, академіку НАН України, головному науковому співробітникові Фізико-технічного інституту низьких температур ім. Б. І. Вєркіна НАН України.
- Хруслову Євгену Яковичу,  академіку НАН України, заступникові директора з наукової роботи Фізико-технічного інституту низьких температур ім. Б. І. Вєркіна НАН України,
- Пташнику Богдану Йосиповичу, члену-кореспонденту НАН України, завідувачу відділу Інституту прикладних проблем механіки і математики ім. Я. С. Підстригача НАН України

2010 за цикл наукових праць «Математичні методи аналізу, теорії апроксимації та топології в математичній фізиці» 
- Моторному Віталію Павловичу, члену-кореспонденту НАН України, завідувачу кафедри Дніпропетровського національного університету імені Олеся Гончара.
- Шарку Володимиру Васильовичу, члену-кореспонденту НАН України, заступнику директора з наукової роботи Інституту математики НАН України.
- Ребенку Олексію Лукичу, завідувачу відділу Інституту математики НАН України.

2013 за цикл наукових праць «Аналітично-чисельні методи дослідження крайових задач теплопровідності та термопружності для структурно-неоднорідних тіл».
- Кушніру Роману Михайловичу, члену-кореспонденту НАН України, доктору фізико-математичних наук, директору Інституту прикладних проблем механіки і математики ім. Я. С. Підстригача НАН України.
- Неміровському Юрію Володимировичу, доктору фізико-математичних наук, головному науковому співробітнику Інституту теоретичної і прикладної механіки ім. С. О. Христіановича Сибірського відділення РАН.
- Поповичу Василю Степановичу, доктору технічних наук, заступнику  директора з наукової роботи Інституту прикладних проблем механіки і математики ім. Я. С. Підстригача НАН України

2016 за монографію «Математические модели нелинейной динамики твердых тел с жидкостью»
- Луковському Івану Олександровичу, академіку НАН України, доктору фізико-математичних наук, професору, завідувачу відділу Інституту математики НАН України

2019 за цикл праць "Розробка нових методів у теорії динамічних систем, групових дій і теорії зображень"
- Даниленку Олександру Івановичу, доктору фізико-математичних наук, провідному науковому співробітнику Фізико-технічного інституту низьких температур ім. Б. І. Вєркіна НАН України
- Дрозду Юрію Анатолійовичу, члену-кореспонденту НАН України, завідувачу відділу Інституту математики НАН України
- Кошманенку Володимиру Дмитровичу, доктору фізико-математичних наук, провідному науковому співробітнику Інституту математики НАН України

2022 за цикл праць "Розвиток ідей М.О.Лаврентьєва – Г.М.Положія – О.А.Самарського в теорії квазіконформних відображень та чисельних методів розв’язання проблем математичної фізики"
- Макарову Володимиру Леонідовичу, академіку НАН України, головному науковому співробітнику Інституту математики НАН України
- Гутлянському Володимиру Яковичу, члену-кореспонденту НАН України, раднику Інституту прикладної математики і механіки НАН України
- Рязанову Володимиру Іллічу, доктору фізико-математичних наук, завідувачу відділу теорії функцій Інституту прикладної математики і механіки НАН України